# Ador (Hiszpania)
Ador – gmina w Hiszpanii, w prowincji Walencja, we wspólnocie autonomicznej Walencja, o powierzchni 13,81 km². W 2011 roku liczyła 1440 mieszkańców.